# LaToya Thomas
LaToya Monique Thomas (ur. 6 lipca 1981 w Greenville) – amerykańska koszykarka występująca na pozycji silnej skrzydłowej.

## Osiągnięcia
Na podstawie, o ile nie zaznaczono inaczej.

### NCAA
- Uczestniczka rozgrywek II rundy turnieju NCAA (2000, 2002, 2003)
- Zawodniczka roku konferencji Southeastern (SEC – 2002, 2003)
- Najlepsza:
  - pierwszoroczna zawodniczka roku:
    - NCAA (2000)
    - konferencji SEC (2000)

  - nowo przybyła zawodniczka roku konferencji SEC (2000)
- Laureatka Senior CLASS Award (2003)
- Sportsmenka roku SEC (2003)
- Zaliczona do:
  - I składu:
    - Kodak All-American (2000–2003)
    - All-American (2002, 2003 przez Associated Press)
    - SEC (2000–2003)

  - II składu SEC (2001 przez Associated Press)
- Liderka:
  - wszech czasów Mississippi State Bulldogs w liczbie zdobytych punktów (2981)
  - strzelczyń konferencji SEC (2000–2002)

### Drużynowe
- Mistrzyni:
  - Izraela (2007)[2]
  - II ligi tureckiej TKBL (2013 – awans do I ligi – KBSL)[3]
- Zdobywczyni pucharu Izraela (2007)[2]

### Indywidualne
(* – nagrody przyznane przez portal eurobasket.com)
- MVP II ligi tureckiej (2013)*[3]
- Najlepsza:
  - skrzydłowa II ligi tureckiej (2013)*[3]
  - zawodniczka zagraniczna II ligi tureckiej (2013)*[3]
- Zaliczona do:
  - I składu:
    - II ligi tureckiej (2013)*[3]
    - zawodniczek zagranicznych II ligi tureckiej (2013)*[3]

  - składu honorable mention ligi tureckiej (2014)*[4]
- Liderka strzelczyń ligi hiszpańskiej (2006)[5]